# 1914 코파 델 레이 결승전
1914 코파 델 레이 결승전(스페인어: La Final de la Copa del Rey de 1914)는 스페인의 컵대회인 코파 델 레이의 12번째 결승전이다. 이 경기는 1914년 5월 10일, 이룬의 코스토르베에서 진행되었다. 이 경기의 승자는 아틀레틱 빌바오로 에스파냐 바르셀로나를 2–1로 따돌렸다.

## 경기 상세 정보
| 아틀레틱 빌바오 | 2–1 | 에스파냐 바르셀로나 |
| --------------- | --- | ------------------- |
| 수아소 20′, 29′ |     | 88′ 비예나          |

| 아틀레틱 · 빌바오 | 에스파냐 · 바르셀로나 |

| 아틀레틱 빌바오: |        |                        |
|                  |        |                        |
| GK               | 스페인 | 세실리오 이바레체      |
| DF               | 스페인 | 루이스 마리아 솔라운   |
| DF               | 스페인 | 루이스 우르타도        |
| MF               | 스페인 | 에스테반 에기아        |
| MF               | 스페인 | 호세 마리아 벨라우스테 |
| MF               | 스페인 | 루이스 이세타 (주장)   |
| FW               | 스페인 | 헤르만 에체바리아      |
| FW               | 스페인 | 피치치                 |
| FW               | 스페인 | 세베리노 수아소        |
| FW               | 스페인 | 아폰                   |
| FW               | 스페인 | 라몬 벨라우스테        |

| 에스파냐 바르셀로나: |        |            |
|                      |        |            |
| GK                   | 스페인 | 푸이그     |
| DF                   | 스페인 | 프라트     |
| DF                   | 스페인 | 마리네     |
| MF                   | 스페인 | 살보 1호   |
| MF                   | 스페인 | 카세야스   |
| MF                   | 스페인 | 살보 2호   |
| FW                   | 스페인 | 콜레타스   |
| FW                   | 스페인 | 바로       |
| FW                   | 스페인 | 베야비스타 |
| FW                   | 스페인 | 파사니     |
| FW                   | 스페인 | 비예나     |

| 코파 델 레이 1914 우승     |
| -------------------------- |
| 아틀레틱 빌바오 5번째 우승 |